# فابريزيو نيفا
فابريزيو نيفا (بالإسبانية: Fabrizio Nieva)‏ (مواليد 30 يوليو 1974) هو ملاكم أرجنتيني، مثّل بلاده في الألعاب الأولمبية الصيفية 1996.

## روابط خارجية
فابريزيو نيفا على موقع أوليمبيديا (الإنجليزية)